# Брекенридж (Міссурі)
Брекенридж (англ. Breckenridge) — місто (англ. city) в США, в окрузі Колдвелл штату Міссурі. Населення — 258 осіб (2020).

## Географія
Брекенридж розташований за координатами 39°45′41″ пн. ш. 93°48′19″ зх. д. / 39.76139° пн. ш. 93.80528° зх. д. (39.761452, -93.805152).  За даними Бюро перепису населення США в 2010 році місто мало площу 1,43 км², з яких 1,42 км² — суходіл та 0,00 км² — водойми.

## Демографія
Згідно з переписом 2010 року, у місті мешкали 383 особи в 160 домогосподарствах у складі 97 родин. Густота населення становила 268 осіб/км².  Було 205 помешкань (144/км²).
Расовий склад населення:
| - 92,4 % — білих - 1,8 % — корінних американців - 0,5 % — чорних або афроамериканців |

До двох чи більше рас належало 4,7 %. Частка іспаномовних становила 0,8 % від усіх жителів.
За віковим діапазоном населення розподілялося таким чином: 27,7 % — особи молодші 18 років, 59,2 % — особи у віці 18—64 років, 13,1 % — особи у віці 65 років та старші. Медіана віку мешканця становила 38,4 року. На 100 осіб жіночої статі у місті припадало 109,3 чоловіків;  на 100 жінок у віці від 18 років та старших — 111,5 чоловіків також старших 18 років.
Середній дохід на одне домашнє господарство  становив 43 112 долари США (медіана — 23 281), а середній дохід на одну сім'ю — 58 906 доларів (медіана — 39 750). Медіана доходів становила 28 125 доларів для чоловіків та 38 750 доларів для жінок. За межею бідності перебувало 20,6 % осіб, у тому числі 16,7 % дітей у віці до 18 років та 18,6 % осіб у віці 65 років та старших.
Цивільне працевлаштоване населення становило 111 осіб. Основні галузі зайнятості: сільське господарство, лісництво, риболовля — 14,4 %, публічна адміністрація — 12,6 %, освіта, охорона здоров'я та соціальна допомога — 12,6 %.